# Вилхелм II фон Лимбург-Щирум
Вилхелм II фон Лимбург-Щирум (на немски: Wilhelm II von Limburg-Styrum; * ок. 1490/1505; † между 1 ноември 1521 и 24 април 1522) е граф на Лимбург и чрез наследство господар на Щирум (1506 – 1521).

## Произход и наследство
Той е наай-големият син на граф Адолф фон Лимбург-Щирум († 1501/1506) и съпругата му Елизабет фон Райхенщайн († 1529), дъщеря на Вилхелм II фон Райхенщайн († 1474) и Катарина фон Сайн-Витгенщайн († пр. 1501), дъщеря на граф Георг I фон Сайн-Витгенщайн.
Наследен е от по-малкия му брат Георг фон Лимбург-Щирум († 14 декември 1552).

## Деца
Вилхелм II има един син:
- Бернт граф фон Лимбург? († сл. 1533)